# Amílcar Henríquez
Amílcar Henríquez   (Ciutat de Panamà, 2 d'agost de 1983 - Colón, 15 d'abril de 2017) fou un futbolista panameny de la dècada de 2000.
Fou 85 cops internacional amb la selecció de Panamà.
Pel que fa a clubs, destacà a Árabe Unido, Atlético Huila i Independiente Medellín el juliol de 2012.
Va morir el 15 d'abril de 2017, tirotejat a la seva ciutat natal, Colon.